# KV61
KV 61 est un tombeau situé dans la vallée des rois, dans la nécropole thébaine sur la rive ouest du Nil face à Louxor en Égypte. Il est découvert par Ernest Harold Jones en 1910 (pour le compte de Théodore Monroe Davis), qui commence immédiatement les premières fouilles.
Cette tombe, dont le propriétaire est inconnu, n'a probablement jamais été utilisée. Le tombeau, non terminé, se compose d'un puits et d'une chambre simple. Il est sans aucune décoration et s'étend sur une longueur totale d'un peu plus de 6,30 m. Lors des fouilles d'Ernest Harold Jones conduites pour Théodore Monroe Davis aucun rapport n'a été édité.